# Неоимпрессионизм

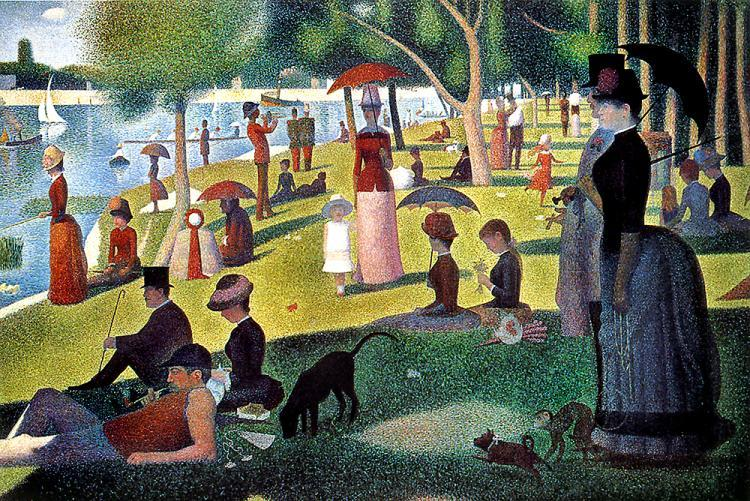
Воскресный день на острове Гранд-Жатт, Жорж Сёра, 1884—1886, Институт искусств, Чикаго

Неоимпрессионизм — течение в живописи, возникшее во Франции около 1885 г. Его основными представителями были Ж. Сёра и П. Синьяк. Термин ввёл критик Феликс Фенеон в статье для бельгийской газеты L’art Moderne («Современное искусство»), чтобы отличать творчество Сёра от импрессионистов. Впоследствии стиль Сёра также получил название «пуантилизм».
В каталоге восьмой, последней, выставки импрессионистов появились имена двух молодых художников — Поля Синьяка и Жоржа Сёра. Последний представил экспозицию из девяти работ, центральное место в которой занимало монументальное полотно «Воскресный день на острове Гранд-Жатт» (1884—1886). По своему размеру, технике исполнения и композиции оно существенно отличалось от произведений других участников вернисажа — помимо импрессионистических тенденций в нём читались многочисленные отсылки к различным источникам (классицизму, египетскому искусству, популярным эстампам и иллюстрациям модных журналов). В картине Сёра использовал новую технику пуантилизма, или дивизионизма. Суть её заключалась в том, что краска наносилась на холст раздельными точками чистого цвета в расчёте на то, что на некотором расстоянии они оптически смешаются в глазах зрителя и дадут нужный тон.
Многие импрессионисты скептически относились к новому направлению. Лишь Писсарро встретил его с воодушевлением — стремительное превращение импрессионизма в мейнстрим вызывало у него сомнения в дальнейшей эффективности этого направления, и он примкнул к возглавленному Сёра движению. Неоимпрессионизм в то время ассоциировался с анархизмом, что также могло стать серьёзным аргументом для Писсарро, увидевшего в этом течении более «демократический» стиль живописи.
Неоимпрессионизм имел значительное влияние за пределами Франции. К французским неоимпрессионистам были близки итальянские живописцы Джованни Сегантини, Марио Пуччини и художники течения «маккьяйоли».